# Сандовски рејон
Сандовски рејон (рус. Сандовский район) административно-територијална је јединица другог нивоа и општински рејон на североистоку Тверске области, у европском делу Руске Федерације.
Административни центар рејона је варошица Сандово. Према проценама националне статистичке службе, на подручју рејона је 2014. живело 6.075 становника или у просеку 4,24 ст/км².

## Географија
Сандовски рејон обухвата територију површине 1.603 km² и по површини је међу мањим рејонима Тверске области (чини мање од 2% обласне територије). Граничи се на западу са Лесновским рејоном, на југозападу и југу су Молоковски и Максатишки рејон, док је на истоку Весјегонски рејон. На северу се граничи са рејонима Вологдске и Новгородске области.
Западни и северозападни делови Сандовског рејона обухватају низијско подручје уз долину реке Мологе, док је идући ка истоку терен нешто издигнутији и део је Овинишченског побрђа. Најнижа тачка рејона налази се у долини реке Мологе и лежи на надморској висини од 114 метара, док се највиша тачка налази на коти 234 метра, на југоистоку рејона.
Целокупна територија рејона налази се у сливном подручју реке Волге, односно припада басену Рибинског језера. Поред Мологе, важнији водотоци су још и Ратиња, Мелеча и Рења.
Под шумама је око 54% површине рејона (или око 878 km²), док 582 km² отпада на оранице.

## Историја
Током маја 1924. основан је Сандовски округ који је у августу 1929. прерастао у Сандовски рејон. Сандовски рејон формиран је од делова територије Сандовског, Лукинског и Топалковског округа. Првобитно је био административном јединицом Бежечког округа Московске области. У границама Тверске области налази се од њеног оснивања 1935. године (основана под именом Калињинска област).
Од фебруара 1963. до јануара 1965. рејон је био привремено распуштен. Административни центар рејона Сандово је 1967. добио административни статус варошице.

## Демографија и административна подела
Према подацима пописа становништва из 2010. на територији рејона је живело укупно 6.811 становник, а од тог броја у административном центру рејона је живело више од половине укупне популације. Према процени из 2014. у рејону је живело 6.075 становника, или у просеку 4,24 ст/км².
| 1959.  | 1970.  | 1979.  | 1989.  | 2002. | 2010. | 2014.  |
| ------ | ------ | ------ | ------ | ----- | ----- | ------ |
| 26.688 | 17.982 | 14.162 | 12.495 | 9.385 | 6.811 | 6.075* |

Напомена: према процени националне статистичке службе.
На подручју рејона постоје укупно 215 сеоских и једно урбано насеље, административно подељени на 5 сеоских и једну урбану општину. Административни центар рејона је варошица Сандово .